# Noswendeler Bruch
Koordinaten: 49° 32′ 12″ N, 6° 51′ 25″ O
Das Noswendeler Bruch ist ein Naturschutzgebiet in der Stadt Wadern im Landkreis Merzig-Wadern im Saarland. Es liegt westlich des Kernortes Wadern und nordwestlich von Noswendel. Der Wahnbach, ein rechter Zufluss der Prims, fließt durch das Naturschutzgebiet.

## Bedeutung
Das 152,3 ha große Gebiet ist seit dem 15. September 1986 als Naturschutzgebiet ausgewiesen.